# Asin Thottumkal
Asin Thottumkal (Tamil: அஸின் தோட்டுங்கல் ; Malayalam: അസിന്‍ തോട്ടുങ്കല്)(født 26. oktober 1985) er en indisk filmskuespiller. Hun begyndte sin karriere med ubetydelige roller med støtte fra skuespillere i såkaldte Malayalam cinema-filmindustri, som hun ønskede at blive en stor stjerne i.[kilde mangler]

## Original navn
Navnet Asin er kombination af præfikset "A" fra Sanskrit og ordet "Sin" fra det engelske sprog. På malayalam betyder det "Without sin/uden synd".[kilde mangler]